# El hombre que sabía demasiado (película de 1934)
El hombre que sabía demasiado (título original en inglés: The Man Who Knew Too Much) es una película de suspenso británica de 1934 dirigida por Alfred Hitchcock. Fue una de las películas de Hitchcock más exitosas y aclamadas por la crítica durante su período británico.
Años más tarde realizaría una versión para Paramount con mucho más presupuesto en Estados Unidos que contó con la participación de James Stewart.
En la entrevista de François Truffaut a Hitchcock, él contestó en respuesta a su afirmación de que varios aspectos de la nueva versión eran muy superiores: «Digamos que la primera versión es la obra de un aficionado de talento y la segunda, la de un profesional.».

## Argumento
Betty (Nova Pilbeam), hija de Bob (Leslie Banks) y Jean Lawrence (Edna Best), se van de vacaciones a Suiza. Allí conocen a Louis Bernard (Pierre Fresnay), un hombre un poco extraño. Louis, justo antes de morir, le pide a Bob que entregue unos documentos a las Autoridades. Poco a poco, se descubrirá que es un espía británico.

## Reparto
- Leslie Banks - Bob Lawrence
- Edna Best - Jill Lawrence
- Peter Lorre - Abbott
- Frank Vosper - Ramon
- Hugh Wakefield - Clive
- Nova Pilbeam - Betty Lawrence
- Pierre Fresnay - Louis Bernard
- Cicely Oates - Enfermera Agnes
- B. A. Clarke Smith - Binstead
- George Curzon - Gibson

## Similitudes y diferencias con la versión de 1956
- En la película de 1934, la pareja tiene nombres diferentes y está de vacaciones en Suiza en vez de Marruecos.
- En la película de 1934, la pareja tiene una hija en vez de un hijo.
- En la película de 1934, la pareja va a un templo de Londres que pertenece a un culto que adora al Dios Sol, en vez de una iglesia vagamente cristiana.
- La película de 1934 termina en una lluvia de balas y de muerte cuando la policía rodea el escondite de los villanos y rescata a la niña. Dicha escena se basó en el asedio de la calle Sidney, un incidente real que tuvo lugar en el East End de Londres (donde Hitchcock creció) el 3 de enero de 1911.[3][4] En la versión de 1956, ese “tercer acto” no está incluido y en su lugar esta la larga escena de suspenso final en la embajada.[5]
- Ambas películas contienen una escena importante filmada en el Royal Albert Hall. A pesar de que la escena fue refilmada con nuevos actores, en color y VistaVision, Hitchcock decidió volver a usar la Cantata Storm Clouds (“Cantata de nubes de tormenta”) de Arthur Benjamin como la música del concierto.